# Clase Dabur
La clase Dabur es una serie de lanchas patrulleras construidas por el astillero Seacraft Sewart de EE. UU. (para la Marina de Israel) y la División Ramta de IAI (Israel).

## Diseño
La clase Dabur tiene un desplazamiento de 35 toneladas (45 toneladas cargadas), así como una eslora de 19,80 m, una manga de 5,80 m y un calado de 1,8 m. El casco es de aluminio. Las naves están tripuladas por una dotación de seis a ocho personas.
Los primeros buques de la clase Dabur se asignaron en 1970, con 12 cascos construidos por Swiftships en Morgan City, Luisiana, y otros 22 más construidos por IAI-Ramta para un total de 34. Los Dabur están diseñados para ser ligeros y poder ser transportados por tierra. Tienen una buena capacidad para soportar condiciones climáticas adversas, sin embargo, no se consideraron lo suficientemente rápidos como para hacer frente a las capacidades de amenaza actuales, siendo retirados gradualmente en la Armada israelí para dar cabida a embarcaciones más nuevas.

## Propulsión
Las lanchas de la clase están propulsadas por dos motores diésel General Motors tipo 12V71TN que producen 2400 hp (1800 kW) e impulsan dos ejes. Esto les otorga una velocidad máxima de 22 nudos (41 km/h; 25 mph) y una velocidad de patrulla de 18 nudos (33 km/h; 21 mph). El alcance efectivo a la velocidad máxima es de 540 mni (1000 km; 620 mi) y a la velocidad de patrulla, 560 mni (1040 km; 640 mi).

## Armamento
Los Dabur están armados con dos cañones Oerlikon de 20 mm, dos ametralladoras de 12.7 mm. Asimismo, incorporan dos tubos lanzatorpedos de 324 mm (13 pulg.) para el torpedo Mark 46 y un espacio para dos racks de cargas de profundidad. Lleva a bordo rifles sin retroceso Carl Gustav para fines antiterroristas.

## Exportaciones
En 1976, cinco lanchas de la clase fueron entregadas a las milicias de las fuerzas libanesas cristianas, pero devueltas en 1990. En 1978, Israel vendió cuatro lanchas a Argentina y otras cuatro a Nicaragua. En 1984 se vendieron dos Dabur a Sri Lanka. En 1991 se vendieron cuatro más a Fiyi y seis a Chile. Chile compró cuatro más en 1995 y Nicaragua tres en 1996.

## Servicio activo
Las lanchas clase Dabur tuvieron sus primeros enfrentamientos en octubre de 1973 durante la guerra de Yom Kipur. Durante este conflicto, dos Dabur atacaron una fuerza de comandos egipcia en su propio puerto en Telemat Marsé, destruyendo varias lanchas justamente cuando se estaban preparando para atacar contra objetivos israelíes en la península del Sinaí.
Actualmente, estas lanchas se encuentran en servicio en las siguientes Armadas:
- Argentina (4 unidades)[8]
- Chile (8 unidades)
- Fiyi (4 unidades)
- Guatemala (2 unidades)
- Honduras
- Israel
- Nicaragua